# Federalisme europeu
El federalisme europeu és un moviment polític i social que té com a objectiu la creació de la Federació Europea, és a dir, que els estats d'Europa s'uneixen en una federació.

## Partits polítics
Com cada moviment polític i social, el federalisme europeu també es troba representat a l'esfera política per diversos partits polítics, i segons les seves perspectives ens trobem alguns com Els Verds Europeus, el Partit Demòcrata Europeu i el Partit Europeu dels Liberals, Demòcrates i Reformistes. També hi ha d'altres partits polítics a nivell europeu que tenen com a membres a alguns partidaris federalistes, per exemple, el Partit Popular Social Cristià (de Luxemburg, i membre del Partit Popular Europeu) és federalista, encara que, altres partits membres del PPE o dels seus aliats s'hi oposen amb contundència (com és el cas de Fidesz, membre del PPE encara que sotmès a una suspensió des de principis de 2019). El Partit Socialista Europeu també té tendències federalistes, però no tan determinats com els liberals, verds i demòcrates.

## Història
El federalisme europeu, a la seva forma moderna, comença la seva gestació a finals del segle xix, prenent força fins als 20 del segle xx, després va tenir un període de decadència (Gran depressió i Segona Guerra Mundial), per a després tornar a prendre força. A aquella època els caps de govern d'alguns països d'Europa Occidental (com França, i rebent suport d'Alemanya, Regne Unit i altres) demanaren informes per a unir-se en una federació. En el transcórrer de la Segona Guerra Mundial, el federalisme europeu va patir un renaixement a partir de la publicació del Manifest de Ventotene, obra dels presoners polítics italians Altiero Spinelli i Ernesto Rossi. A la darreria del conflicte, el plantejament d'una Europa federal va ser adoptat com a objectiu per part dels grups de la resistència europea, quedant plasmat al Manifest de la Resistència Europea adoptat a Ginebra el maig de 1944. Aquest gèrmen va conduir a la creació, l'any 1946, de la Unió de Federalistes Europeus. El federalisme europeu de posguerra va rebre un fort impuls amb la creació, l'any 1947, del Moviment Europeu (inicialment sota el nom de Comitè per a la coordinació dels Moviments Europeus), i l'any següent amb la celebració del Congrés de l'Haia.
La situació actual, amb la Unió Europea cada cop prenent més competències, sembla que va a ser com la dels anys vint. Projectes com les beques Erasmus, la unió monetària (euro), la unió duanera, el lliure moviment de mercaderies i persones... així ho indiquen, però encara queden molts passos més perquè s'arribi al punt de crear una federació, com les complicacions que té el tractat pel que s'estableix una Constitució per a Europa (criticat pels euroescèptics i europeistes, per anar massa lluny i, a la vegada, per quedar-se curta. Així i tot, els segons li donaren suport majoritàriament, entonant un "val més qualsevol cosa que res"). També perquè no té un president escollit per sufragi universal, i perquè moltes competències europees (com els pressupostos, o l'elecció del president de la Comissió) no són elegits pel Parlament Europeu, sinó pels presidents dels estats membres. Una de les critiques més esteses als europeistes d'esquerra és que la Unió Europea actual és solament una unió econòmica i no de ciutadans.